# Grigorești (Rumunia)
Grigorești – wieś w Rumunii, w okręgu Suczawa, w gminie Siminicea. W 2011 roku liczyła 346 mieszkańców. 